# 1926 w filmie
Wydarzenia filmowe w 1926 roku.

## Wydarzenia
- 6 stycznia – w Berlinie otwarto kino „Capitol-Filmpalast” z 1.500 miejscami siedzącymi.
- 26 grudnia – premiera 45 minutes from Hollywood zainaugurowała wspólne występy Stana Laurela i Olivera Hardy’ego, czyli Flipa i Flapa

## Premiery

### Filmy polskie
- 3 marca – Cyganka Aza
- 29 kwietnia – O czym się nie myśli
- 13 października – Czerwony błazen
- 5 listopada – Trędowata
- 8 listopada – Za głosem serca
- 10 grudnia – Szczęśliwy wisielec
- Ku wyżynom

### Filmy zagraniczne
- Aloma z Południowych Mórz (Aloma of the South Seas) (Gilda Gray)
- Buster Bokserem (Battling Butler), reż. Buster Keaton
- Czarny pirat (The Black Pirate) (Douglas Fairbanks)
- Faust reż. Friedrich Wilhelm Murnau
- Symfonia zmysłów (Flesh and the Devil) reż. Clarence Brown (John Gilbert i Greta Garbo)
- Madame Mystery reż. Stan Laurel, Richard Wallace (Theda Bara)
- Mare Nostrrum reż. Rex Ingram
- Szkarłatna litera (Scarlet Letter) reż. Victor Sjöström (Lillian Gish)
- Syn szejka (The Son of the Sheik) reż. George Fitzmaurice (Rudolf Valentino, Vilma Bánky)
- Sparrows reż. William Beaudine (Mary Pickford)
- Jaka jest cena sławy (What Price Glory) reż. Raoul Walsh (Edmund Lowe, Victor McLaglen i Dolores del Río)

## Urodzili się
- 8 stycznia – Bronisław Pawlik, polski aktor (zm. 2002)
- 9 stycznia – Józef Nalberczak, polski aktor (zm. 1992)
- 15 stycznia – Maria Schell, austriacka aktorka (zm. 2005)
- 17 stycznia – Moira Shearer, aktorka, tancerka (zm. 2006)
- 19 stycznia – Fritz Weaver, aktor (zm. 2016)
- 20 stycznia – Patricia Neal, amerykańska aktorka (zm. 2010)
- 27 stycznia – Ingrid Thulin, szwedzka aktorka (zm. 2004)
- 11 lutego – Leslie Nielsen, kanadyjski aktor komediowy (zm. 2010)
- 16 lutego – John Schlesinger, brytyjski reżyser (zm. 2003)
- 6 marca – Andrzej Wajda, polski reżyser (zm. 2016)
- 16 marca – Jerry Lewis, amerykański aktor (zm. 2017)
- 25 marca – Wiesława Mazurkiewicz, polska aktorka (zm. 2021)
- 17 kwietnia – Joan Lorring, amerykańska aktorka (zm. 2014)
- 25 kwietnia – Tadeusz Janczar, polski aktor (zm. 1997)
- 13 maja – Zdzisław Tobiasz, polski aktor, reżyser teatralny (zm. 2022)
- 1 czerwca:
  - Andy Griffith, amerykański aktor (zm. 2012)
  - Marilyn Monroe, amerykańska aktorka (zm. 1962)
- 28 czerwca – Mel Brooks, amerykański reżyser
- 14 lipca – Harry Dean Stanton, amerykański aktor (zm. 2017)
- 21 lipca – Norman Jewison, amerykański reżyser (zm. 2024)
- 25 września – Tadeusz Pluciński, polski aktor (zm. 2019)
- 17 października – Beverly Garland, amerykańska aktorka (zm. 2008)
- 18 października – Klaus Kinski, niemiecki aktor (zm. 1991)
- 30 listopada – Richard Crenna, amerykański aktor (zm. 2003)

## Zmarli
- 30 stycznia – Barbara La Marr, amerykańska aktorka (ur. 1896)
- 23 sierpnia – Rudolf Valentino, włoski aktor (ur. 1895)